# تيد بيرس (لاعب كرة الماء)
تيد بيرس (بالإنجليزية: Ted Pierce)‏ هو لاعب كرة الماء أسترالي، ولد في 3 يوليو 1933.

## وصلات خارجية
- تيد بيرس على موقع أوليمبيديا (الإنجليزية)
- تيد بيرس على موقع اللجنة الأولمبية الأسترالية (الإنجليزية)